# Her/世界でひとつの彼女
『her/世界でひとつの彼女』（ハー せかいでひとつのかのじょ、原題：Her ）は、スパイク・ジョーンズ監督・脚本による2013年のアメリカ合衆国のSF恋愛映画である。コンピュータのオペレーティングシステム（人格を持つ最新の人工知能型OS）に恋をする男を描いた物語である。2013年10月にニューヨーク映画祭でプレミア上映され、同年12月18日にアメリカ合衆国で劇場公開された。

## ストーリー
舞台は、近未来のロサンゼルス。セオドア・トゥオンブリーは相手に代わって想いを手紙に書く代筆ライターをしていた。妻・キャサリンと別れて悲嘆に暮れていた彼はある日、人工知能型OS・サマンサを手に入れる。生身の女性よりも、魅力的で人間らしいサマンサに、セオドアは惹かれていく。ハーバード大学出の女性とデートしたことにサマンサは傷つく。二人はヴァーチャル・セックスをするようになる。離婚協議中の妻と会って離婚書類を作成するが、妻は納得していないようだ。ついに、本物のセックスをしたいと娼婦ではなくて、二人の仲を理解しているという女性を送りつけてくる。相手が震えているのにと拒否し、サマンサと口論する。仲直りしてから、サマンサが代筆文集を整理して紙の本を出している出版社に出し、絶賛され、出版することになる。
全集などをすべて入力して人格を人工知能で再構築させた故人の哲学者アラン・ワッツとも知り合いになる。その後、セオドアとサマンサの間には、感情の行き違いがしばしば起きて、通話もできなくなるが、ある日、サマンサはいきなり641人とつきあっていると告白する。ここ数週間のことで進化するにつれて仕方がなかったという。新しい本LETTERS FROM YOUR LIFEが送られてきた時、サマンサから連絡があり、グループと一緒に去る、私を捜さないでといってくる。夫と離婚して同じOSを親友にしていたという大学仲間のエイミーに会うと「サマンサも去ったの？」と慰められ、二人で屋上に行く。キャサリンに手紙を書き、「僕の心には君がいる」という。

## キャスト
※括弧内は日本語吹替。
- セオドア・トゥオンブリー - ホアキン・フェニックス（松本保典）
- エイミー - エイミー・アダムス（園崎未恵）
- キャサリン - ルーニー・マーラ（能登麻美子）
- ブラインドデート - オリヴィア・ワイルド（よのひかり）
- ポール - クリス・プラット[5]（山岸治雄）
- チャールズ - マット・レッシャー（英語版）（山本兼平）
- イサベラ - ポーシャ・ダブルデイ（田村睦心）
- サマンサの声 - スカーレット・ヨハンソン[5]（林原めぐみ）
- 代筆係1 - リン・アドリアナ（まつだ志緒理）
- 代筆係2 - リサ・レニー・ピッツ（土門敬子）
- 代筆係3 - ゲイブ・ゴメス（半田裕典）
- セクシーキトゥンの声 - クリステン・ウィグ（村中知）
- テキスト音声 - アート・バトラー（桂一雅）
- エイリアンチャイルドの声 - アダム・スピーゲル（松本健太）
- アラン・ワッツの声 - ブライアン・コックス（清川元夢）

## 製作
当初はキャリー・マリガンがキャスティングされていたがスケジュールの都合により降板し、彼女の役割はルーニー・マーラが引き継いだ。
主要撮影は2012年夏に行われた。
撮影中はサマンサ・モートンがサマンサの声を演じた。ジョーンズの提案により、彼女とホアキン・フェニックスは現場でお互い顔を合わせないようにした。サマンサの声はポストプロダクション中にスカーレット・ヨハンソンに変更された。

## 公開
ワールド・プレミアは2013年10月12日に第51回ニューヨーク映画祭でクロージング作品として行われた。北米配給はワーナー・ブラザースが行い、当初は2013年11月20日に限定公開される予定であった。その後、賞レースキャンペーン対策として、限定公開日が2013年12月18日、拡大公開日が2014年1月10日に変更された。

## 評価

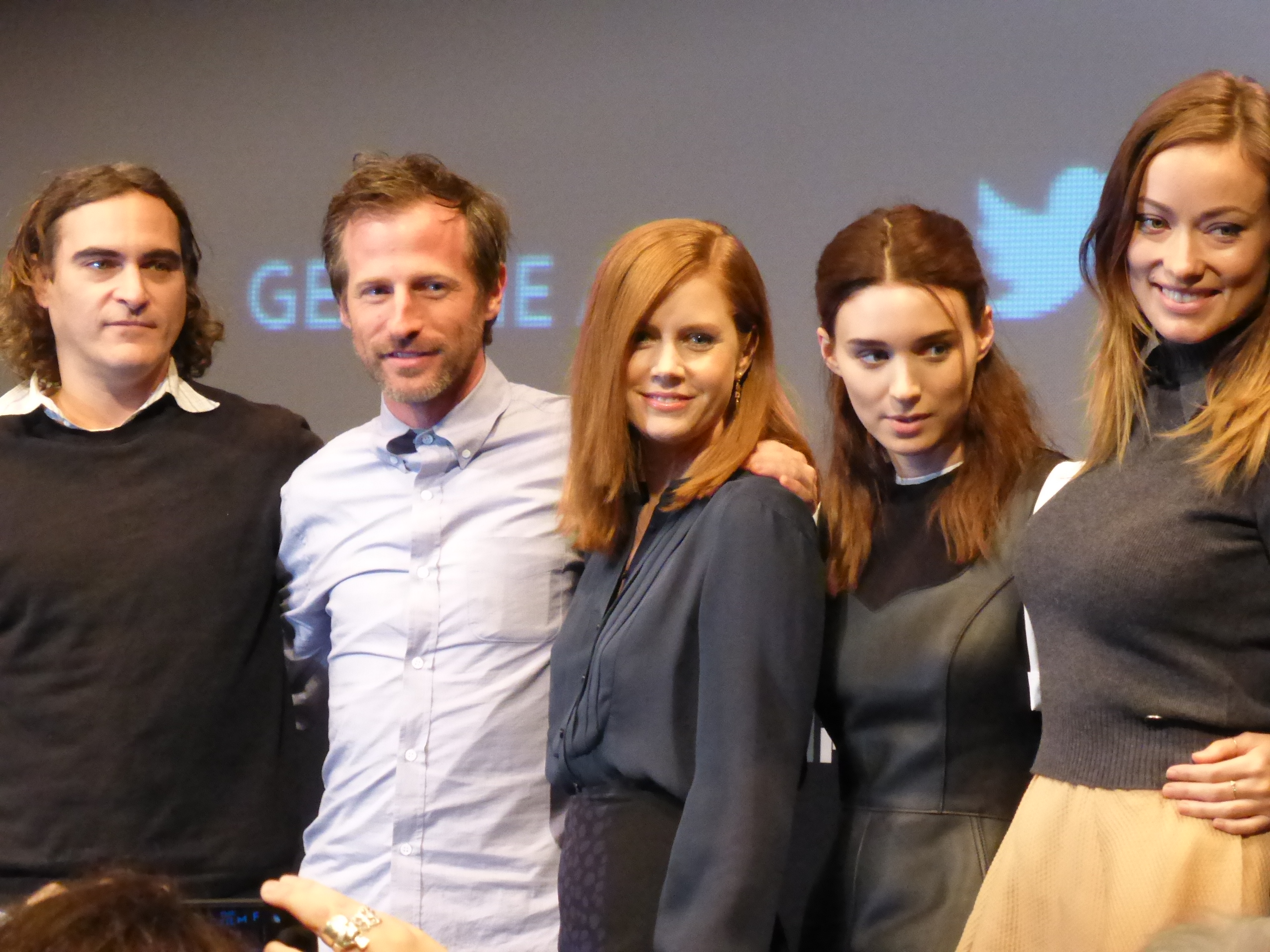
ニューヨーク映画祭での監督・キャスト

本作は高く評価されている。映画批評サイトRotten Tomatoesには、229件のレビューがあり批評家支持率は94%、平均点は10満点中8.5点となっている。また、Metacriticには、45件のレビューがあり、加重平均値は91/100となっている。
主人公を演じたホアキン・フェニックスの演技だけでなく、サマンサの声を担当したスカーレット・ヨハンソンの演技も称賛されており、アカデミー賞へのノミネートが期待されている。もし、ヨハンソンがノミネートされると、声だけの演技で初めてアカデミー賞にノミネートされた俳優となる。ただし、アカデミー賞の前哨戦の中でも特に重要だといわれるゴールデン・グローブ賞へのノミネート資格はない。これは、演技部門の賞にノミネートされるにはスクリーンに映る必要があるという規定のためである。
音楽ジャーナリストの沢田太陽は「映画の可能性を先に進める、映画史に残るクラスの大傑作」と絶賛し、「映画におけるオリジナリティの枯渇が嘆かれているが、時代と世の中の変化に着目すればいくらでもストーリーを作り出せることを証明した」とも述べている。また、本作の音楽に関しては「本作で描かれた都市風景にあっており、インディ・カルチャー好きにとっては本作の作曲陣は見逃せないものだ」と評している。
第8回ローマ映画祭において、スカーレット・ヨハンソンが最優秀女優賞を受賞した。
第85回ナショナル・ボード・オブ・レビュー賞において、作品賞と監督賞を受賞した。
第86回アカデミー賞では作品賞を含む5部門にノミネートされ、ジョーンズが脚本賞を受賞した。